# 岐阜県立中津高等学校福岡分校
岐阜県立中津高等学校福岡分校（ぎふけんりつなかつこうとうがっこう　ふくおかぶんこう）は、かつて岐阜県恵那郡福岡町（現・中津川市福岡）にあった公立の高等学校の分校。

## 概要
中津高等学校の全日制の分校であった。
校舎は福岡中学校に隣接していた。廃校後、校舎は恵那北高等学校の仮校舎として1973年（昭和48年）2月まで使用された。跡地は曙松林公園（一部は2023年8月より中津川市立福岡小学校の敷地）となっている。

## 沿革
- 1948年（昭和23年）
  - 6月4日 - 恵那郡福岡村に岐阜県立中津農林高等学校福岡分校として認可を受ける。
  - 6月24日 - 開校。昼間定時制で農業科を設置。設置者は福岡村。校舎は旧・曙青年学校の校舎を使用する。
  - 9月1日 - 岐阜県立中津実業高等学校福岡分校に改称する。
- 1949年（昭和24年）4月 - 中津実業高等学校が岐阜県立中津高等学校に統合される。同時に岐阜県立中津高等学校福岡分校に改称する。
- 1952年（昭和27年）
  - 2月 - 校舎（木造2階建）が完成。
  - 3月 - 農業科を普通科に改称する。
- 1962年（昭和37年）1月 - 福岡村、加子母村、付知町で「全日制高校設立推進協議会」が発足。
- 1966年（昭和41年）4月 -
  - 校舎を改築する。
  - 福岡村が町制施行。福岡町となる。
- 1968年（昭和43年）4月 - 福岡町から岐阜県に移管される。定時制を廃止し、全日制普通科を設置。
- 1970年（昭和45年）
  - 6月 - 恵北高校設立推進協議会が発足。全日制高校の設置にあたり、「中津高等学校の3つの分校（福岡分校・加子母分校・付知分校）の廃校」「校地は3町村で用意する」などが決まる。
  - 11月 - 新設される全日制高校の名称が恵那北高等学校に決まり、校地が福岡町田瀬に決まる。校地決定のさいには、加子母村と付知町は恵那北高校から離れているため反対運動があったため、加子母分校と付知分校の廃校を延期することとなる。
- 1971年（昭和46年）
  - 3月 - 募集を停止する。
  - 4月 - 廃校。生徒（40名）は恵那北高校に引き継がれる。